# توونی ویتر
توونی ویتر (به انگلیسی: Tony Waiters) بازیکن فوتبال زادهٔ ۱ فوریه ۱۹۳۷ اهل کشور انگلستان که سابقهٔ بازی در تیم ملی فوتبال انگلستان را در کارنامهٔ خود دارد. وی در تاریخ ۲۴ مه ۱۹۶۴ نخستین بازی ملی خود را در مقابل تیم ملی فوتبال جمهوری ایرلند انجام داد و با حضور در ۵ بازی ملی، در تاریخ ۹ دسامبر ۱۹۶۴ واپسین بازی ملی‌اش را در برابر تیم ملی فوتبال هلند برگزار کرد.